# Holoneurus fulviventris
Holoneurus fulviventris är en tvåvingeart som beskrevs av Boris Mamaev 1964. Holoneurus fulviventris ingår i släktet Holoneurus och familjen gallmyggor. Inga underarter finns listade i Catalogue of Life.